# Apophylia denisae
Apophylia denisae là một loài bọ cánh cứng trong họ Chrysomelidae. Loài này được Bezdek miêu tả khoa học năm 2005.